# Steel Fury: Kharkov 1942
Steel Fury: Kharkov 1942 (укр. Сталева Лють: Харків 1942) — відеогра 2007 року в жанрі стратегії в реальному часі, де гравцеві дають можливість керувати танком, розроблена українською командою Graviteam та російською студією Discus Games. Події гри розгортаються за мотивами подій часів Другої світової війни, а саме — Харківської операції.

## Сюжет
Steel Fury: Kharkov 1942 заснована на реальних подіях, що відбувалися з 12 по 28 травня 1942 року у рамках німецько-радянської війни, частині Другої світової війни. Під час жорстокої німецької контратаки три радянські армії потрапили в оточення.

## Ігровий процес
Місії засновані на історичних подіях, відтворених з архівів та фотографій, включаючи інтер'єри та екстер'єри транспортних засобів і тактичну розмітку. Від першої та третьої особи, гравець може зайняти позиції командира, навідника, заряджаючого, водія та кулеметника. Гравець має доступ до величезних полів битв без перешкод з боку непрохідних лісів або інших, що дозволяє йому вибрати будь-який доступний шлях для досягнення перемоги.
Протягом 30 ігрових місій у трьох унікальних однокористувацьких кампаніях беріть участь у масштабних битвах з численними активними транспортними засобами.
Взаємодійте і командуйте всіма підрозділами, які беруть участь у наступі на ворога, включаючи: понад 40 різних реалістично змодельованих транспортних засобів, з трьома ігровими танками: Т-34/76 1941, Mk.II 'Matilda' III та Pz. IV Ausf. F2.

## Виробництво

### Випуск
Гра була випущена в листопаді 2007 року російським видавцем Бука. Англійська версія відеогри вийшла у 2008 році. Видавець — компанія, що станом на зараз не існує, Lighthouse Interactive Game Publishing.
На відеоігровій платформі Steam гра вийшла 27 вересня 2010 року.